# Ignaczewo (rejon totiemski)
Ignaczewo (ros. Игначево) – wieś w Rosji, w rejonie totiemskim obwodu wołogodzkiego. W 2010 r. liczyła 3 mieszkańców.